# Матвеевское (Галичский район)
Матвеевское — деревня в Ореховском сельском поселении Галичского района Костромской области России.

## География
Деревня расположена на берегу реки Кушка.

## История
Согласно Спискам населённых мест Российской империи в 1872 году деревня относилась к 1 стану Галичского уезда Костромской губернии. В ней числилось 15 дворов, проживало 50 мужчин и 72 женщины.
Согласно переписи населения 1897 года в деревне Матвеевское проживало 188 человек (75 мужчин и 108 женщин).
Согласно Списку населённых мест Костромской губернии в 1907 году деревня Матвеевское, расположенная в 25 верстах от уездного города, относилась к Вознесенской волости Галичского уезда Костромской губернии. По сведениям волостного правления за 1907 год в ней числилось 24 крестьянских двора и 163 жителя. Основными занятиями жителей деревни, помимо земледелия, были плотницкий промысел и сельскохозяйственные работы.
До муниципальной реформы 2010 года деревня входила в состав Унорожского сельского поселения.

## Комментарии
1. ↑  В той же волости числилась ещё одна деревня Матвеевское, расположенная в 30 верстах от уездного города на ручье Матвеевка.